# ミヒャエル・クンツェ
ミヒャエル・クンツェ（Michael Kunze、1943年11月9日 - ）は、ドイツの作詞家、作家、脚本家である。法律の博士号を持つ。

## 来歴
プラハで生まれ、ミュンヘンで育つ。現在はハンブルクに在住。
法学を学んでいた1960年代半ばより、作詞を始める。
ソフィア・ロタル、ナナ・ムスクーリ、ピーター・アレキサンダー、ミュンヘナー・フライハイトらのヒット曲に携わる。Stephan Prage（息子Stephanと生地Prague）という偽名を使い、フリオ・イグレシアス、ハービー・マン、ジルベール・ベコー、シスター・スレッジらと共に作詞家として世界的な成功を収める。また、シルバー・コンベンション（Silver Convention：クンツェとシルヴェスター・リーヴァイによるドイツのディスコ・グループ）のヒット曲、「フライ・ロビン・フライ」はビルボード誌のチャートで全米一位となった。
時折執筆活動をすることもあり、魔女狩りの中でも有名な「パッペンハイマー事件」を題材とした著書『火刑台への道』（原題：Straße in Feuer、英語題：Highroad to the Stake: A Tale of Witchcraft) は世界的なベストセラーとなり、ニューヨーク・タイムズ紙は2ページに渡り評論を掲載した。
1980年代より、ミュージカル作品のドイツ語翻訳に着手。アンドルー・ロイド・ウェバーの『エビータ』、『キャッツ』、『オペラ座の怪人』、『サンセット大通り』、スティーヴン・ソンドハイムの『イントゥ・ザ・ウッズ』などのほかに、『コーラスライン』、『リトル・ショップ・オブ・ホラーズ』、『蜘蛛女のキス』、『マンマ・ミーア!』、『ライオン・キング』、『アイーダ』などの優れたドイツ語訳で絶大な評価を得た。
1990年より、長年仕事上のパートナーであったシルヴェスター・リーヴァイと共に様々なミュージカルを世に送り出している。
2010年にドイツ音楽作家賞生涯功労賞を受賞した。

## 主な作品

### 作詞
- フライ・ロビン・フライ - グラミー賞受賞

### 著作
- 火刑台への道 - 1993年、白水社、ISBN 4560028753

### ミュージカル作品
- 魔女、魔女（原題：Hexen, Hexen） - 1990年
- エリザベート - 1992年。宝塚歌劇団、東宝で何度も上演されている人気演目
- ダンス・オブ・ヴァンパイア - 1997年。ジム・スタインマン作曲。日本でも上演された。
- モーツァルト! - 1999年。井上芳雄、中川晃教により3回、日本で上演された
- レベッカ - 2006年。日本では2008年4月より初演。
- マリー・アントワネット - 2006年。東宝の依頼により作られ、日本で初演された。2009年1月末にはドイツで上演。
- Raoul - 2008年。ガーション・キングスレイ作曲。オペラ作品。
- レディ・ベス - 2014年

## 書籍
- オール・インタビューズ ミュージカル『エリザベート』はこうして生まれた（2016年6月28日、日之出出版） ※ シルヴェスター・リーヴァイ、小池修一郎と共著